# Servicios ambientales en Costa Rica

## Introducción
Costa Rica forma parte de los países que conforman la región centroamericana, es una nación geográficamente privilegiada; presenta clima tropical, posee gran variedad de bosques y áreas de conservación, una gran biodiversidad biológica que a pesar de tener una extensión de 51.100 km² encierra el 4% de la biodiversidad en el mundo, es muy rico en recursos naturales, con variedad de ríos así como bosques maderables y una gran belleza de sus paisajes escénicos. Por ende, los movimientos para la conservación de la biodiversidad y el aprovechamiento de los recursos naturales han sido amplios, lo que ha provocado que Costa Rica de paso a los mercados de servicios ambientales que según Rojas y Alward (2003) “Visto desde una perspectiva simple el término “servicios ambientales”, se refiere al concepto de sistemas naturales que proveen un flujo continuo de bienes y servicios a la sociedad”(p.1), se busca un beneficio económico que se utiliza para la conservación y la protección del medio ambiente, que incide en la sociedad y el avance de un país en vías de desarrollo.
Existen diversos servicios ambientales en Costa Rica y cada vez aumenta, de esta manera se logra aprovechar sus recursos naturales, mediante distintas instituciones, las cuales ejecutan diversas acciones, unas enfocadas en la biodiversidad, otras en el recurso hídrico incluso en el sector forestal. Todos estos servicios se enfocan en beneficios para el país en conservación y protección.

## Bioprospección
En teoría la bioprospección se define como “una gama de diversas actividades, que implican la derivación de productos nuevos del reservorio bioquímico y genético de la información inherente a la diversidad de organismos del planeta” (Rojas y Aylward 2003, p.53). En Costa Rica esta actividad se realiza desde 1989 fecha en la cual fue creado el Instituto Nacional de Biodiversidad conocido como INBio, institución no gubernamental que se encarga de esta actividad entre otras. Como lo menciona en su página web (INBio 2014) su accionar es apoyar los esfuerzos por conocer, estudiar y aprovechar la diversidad biológica del país con un uso sostenible.
Para 1991 el INBio firmó un acuerdo con una empresa farmacéutica, en este contrato el INBio suministraba a la empresa plantas, insectos y muestras microbiológicas en busca de actividad bioquímica, además firmó para otros servicios como la búsqueda de proteínas con propiedades nematicidas, extracción de aromas y fragancias e investigación en búsqueda de distintos productos ya sean pesticidas, cosméticos o fármacos. Al respecto Gámez y Mateo (2001) defienden el criterio del INBio, el cual plantea que la biodiversidad para ser conservada, debe constituir un instrumento de desarrollo humano sostenible,  que se quiere proteger para el bienestar humano. La labor de investigación hecha por el INBio es muy reconocida, ya que ha aportado a las universidades el estudio de la biotecnología, además de la clasificación del reservorio genético. En su centro ubicado en San José capital costarricense, se destaca el INBioparque que presenta variedad de flora y fauna como un legado de la institución.

## Servicios Ambientales del Bosque
Servicios ambientales del bosque o SAB, son beneficios que se pueden obtener por medio del sector forestal ya sea de una forma directa como lo es la extracción de madera o indirecta como lo es la mitigación de los gases de efecto invernadero, cuyos beneficios se pueden proporcionar de una forma natural o por medio de su manejo. En Costa Rica los SAB van en aumento debido a sus múltiples campañas de reforestación, como el del Instituto Costarricense de Electricidad (ICE) el cual durante el 2011 contribuyó en distintas campañas de reforestación con la entrega gratuita de más de dos millones de árboles, esta institución manifiesta su interés por aportar con la meta alcanzar la neutralidad del carbono, la cual está prevista para el año 2021. Los esfuerzos hechos por los costarricenses por cumplir esta meta, sumado al Pago por servicios ambientales (PSA) y otras entidades que promueven incentivos económicos para reforestar como el Certificado de Pago Forestal (CAF), Certificado de Pago Forestal Avanzado (CAFA), Certificado para la Protección del Bosque (CPB), entre otros, han hecho que Costa Rica aumente el sector forestal y por consiguiente, los beneficios como el crecimiento en el secuestro del carbono, la conservación de los bosques nacionales, la protección de la belleza escénica, la creación refugios de fauna silvestre y más.

## Turismo
El turismo se define como la búsqueda de recorrer otro país o lugar; que no es habitual al que se vive, en busca de placer y nuevas experiencias, destinada a la recreación y a al descanso, en este campo Costa Rica ha sido muy exitoso, entre sus logros está el  “desarrollar un sector turístico que contribuya de manera significativa e integral con el desarrollo del país, y a la vez que se convierta en un instrumento para mejorar la calidad de vida de sus ciudadanos.”(Pratt, 2002, p.7) ya que esta actividad es una de las más generadoras de divisas, debido a su amplia gama de zonas turísticas y la calidad de sus servicios. La actividad turística ha sido muy importante para el avance del país, muchos de los centros turísticos se ubican en las costas, donde habita la mayor parte de la población de escasos recursos del país, lo que ha generado nuevos y mejores empleos contribuyendo al progreso de la sociedad.
Fortalecido por la variedad de sus recursos naturales ha logrado atraer una gran cantidad de turistas que buscan visitar los Parques nacionales como el parque nacional Volcán Poás y el parque nacional Manuel Antonio famoso por la belleza de sus playas, otras atracciones son los viajes por los bosques húmedos y nubosos, las enormes cataratas, los ríos caudalosos y su diversidad cultural. Costa Rica se ha caracterizado por buscar el desarrollo sostenible, lo que le ha dado reputación a nivel internacional, sumado a la perspectiva de ser un país de paz al no tener ejército, su seguridad ciudadana, salud pública y su clima tropical entre otras ventajas, hace que los turistas preferían visitar el territorio costarricense, los cuales en su mayoría provienen de América del Norte, Centroamérica y Europa.

## Pago por Servicios Ambientales
El Pago por Servicios Ambientales o PSA, se une a los movimientos realizados en Costa Rica en busca de la protección de sus recursos naturales, fue creado en 1996 con la Ley Forestal n.º 7575 para brindar un marco legal y mayor valoración a los bosques. El PSA consiste en suministrar un subsidio económico a los propietarios de bosques y plantaciones forestales, al reconocer que estos lugares no solo son rentables para la extracción de recursos maderables y otros bienes, sino que incluyen otros servicios en relación con la mitigación de los gases de efecto invernadero, conservación de la biodiversidad, la protección de recursos hídricos y la belleza de la naturaleza. Barrantes (2000), señala Al ser estos bosques económicamente más rentables se impulsa a los propietarios de estos lugares a incrementar sus esfuerzos por proteger estos recursos, y de esta manera se unen al estado en la búsqueda de la comercialización de los servicios ambientales, aspecto que influye positivamente para el desarrollo del país al lograr tomar conciencia sobre el valor de los bosques costarricenses. El Fondo Nacional de Financiamiento Forestal o FONAFIFO es una institución que “se le faculta para desarrollar iniciativas y proyectos que le permitan generar recursos financieros y orientar estos al PSA,  financiar créditos u otros mecanismos para pequeños y medianos productores” (IICA, 2010, p.12) dirigidos a actividades en pro de sistemas agroforestales y reforestación, entre otras acciones.